# Шицзячжуанский метрополитен
Шицзячжуанский метрополитен (кит. 石家庄地铁), также кратко SJZ Metro — действующая с 2017 года система метрополитена в городе Шицзячжуан (Китай). На всех станциях установлены платформенные раздвижные двери.

## История
Планирование и подготовка к строительству начаты в 2001 и 2008 годах.
Создание метро утверждено в июле 2012 года, строительство начато в сентябре. Названия станций метро первых участков утверждены в январе 2013 года. Пробное движение пущено 14 июня 2017 года. Открытие первых участков линий 1 и 3 общей длиной 28,3, с 26 станциями и стоимостью сооружения 18,9 млрд. юаней состоялось 26 июня 2017 года.

## Система
Первоочередные планы включали создание около 2020 года трёх линий общей длиной 59,1 км с 52 станциями и стоимостью сооружения 42,2 млрд. юаней. Дальнейшие перспективы — сооружение ещё трёх линий. В перспективе система из 6 городских и пригородных линий будет иметь длину 169,2 км и 144 станции.

### Линии
- Линия 1 Красная — открыта 26 июня 2017 года. Длина 34,3 км, 26 станции.
- Линия 2 Оранжевая — открыта 26 августа 2020 года. Длина 15,5 км, 15 станций.
- Линия 3 Голубая — открыта 26 июня 2017 года. Длина 26,7 км, 22 станции.